# 조 (수)
조(兆)는 한자로 된 수사다. 오늘날의 한국어, 일본어 등에서는 10의 12제곱(1012)을 나타내며, 춘추전국 시대 이전의 중국이나 18세기 전까지의 조선에서는 10의 6제곱(106)을 나타냈었다.

## 하수
하수에서는 억·조·경·...이 10배씩 변화한다 (억의 열 배는 조, 조의 열 배는 경, ...). 하수에서 조는 다음과 같이 정의된다.
1억 = 십만 = 105 = 100,000
1조 = 십억 = 106 = 1,000,000
1경 = 십조 = 107 = 10,000,000

## 만진법
만진법에서는 억·조·경·...이 104(10,000)배씩 변화한다 (억의 만 배는 조, 조의 만 배는 경, ...). 만진법에서 조는 다음과 같이 정의된다.
1억 = 만만 = 108 = 100,000,000
1조 = 만억 = 1012 = 1,000,000,000,000
1경 = 만조 = 1016 = 10,000,000,000,000,000

## 억진법
억진법에서는 억·조·경·...이 108(100,000,000)배씩 변화한다. 억진법에서 조는 다음과 같이 정의된다.
1억 = 만만 = 108 = 100,000,000
1조 = 억억 = 1016 = 10,000,000,000,000,000
1경 = 억조 = 1024 = 1000,000,000,000,000,000,000,000

## 상수
상수에서는 억·조·경·...이 제곱씩 변화한다 (억의 제곱은 조, 조의 제곱은 경, ...). 억진법에서 조는 다음과 같이 정의된다.
1억 = 만만 = 108 = 100,000,000
1조 = 억억 = 1016 = 10,000,000,000,000,000
1경 = 조조 = 1032 = 100,000,000,000,000,000,000,000,000,000,000

## 같이 보기
- 한자 수사
- 큰 수의 이름